# Let's Be Frank
Let's Be Frank è il tredicesimo album in studio dell'artista americana Trisha Yearwood. È stato pubblicato per la prima volta nei negozi Williams-Sonoma il 20 dicembre 2018 ed è stato ufficialmente pubblicato il 14 febbraio 2019 tramite Gwendolyn Records.

## Descrizione
Il progetto è stato prodotto da Don Was e organizzato da Vincent Mendoza. L'album rende omaggio a Frank Sinatra, che Yearwood aveva sempre ammirato. Era un disco che Yearwood aveva sempre voluto creare ma non si era mai data da fare. Let's Be Frank include cover di brani eseguiti in particolare da Sinatra e presenta anche una composizione originale.
Let's Be Frank ha ricevuto il plauso della critica per la sua importante uscita nei negozi. Stephen Thomas Erlewine di Allmusic ha definito l'album non esattamente "il tipo di ritorno che la maggior parte degli osservatori si aspetta da Trisha Yearwood". Erlewine ha continuato a chiamare il disco un "libro di canzoni ben bilanciato" che include diversi arrangiamenti e scelte di canzoni. Kevin John Coyne di Country Universe ha dato a Let's Be Frank quattro delle cinque stelle nella sua recensione. Coyne ha messo in evidenza brani come "One for My Baby (e One More for the Road)" e "For the First Time". Ha anche paragonato la selezione di canzoni di Yearwood a quella di Emmylou Harris e Linda Ronstadt.
Let's Be Frank è stato pubblicato per la prima volta il 20 dicembre 2018 esclusivamente tramite i rivenditori Williams-Sonoma. È stato pubblicato ufficialmente a tutti i principali rivenditori il 14 febbraio 2019. Entrambe queste versioni sono state distribuite tramite Gwendolyn Records. Alla sua pubblicazione iniziale, l'album raggiunse il numero 2 nella classifica Billboard Jazz Albums e il numero 7 nella classifica Billboard Top Independent Albums.

## Tracce
1. Witchcraft – 4:14
2. Drinking Again – 2:55
3. All the Way – 4:36
4. Come Fly with Me – 3:10
5. Over the Rainbow – 4:32
6. One for My Baby (and One More for the Road) – 4:29
7. They All Laughed – 3:13
8. If I Loved You – 4:07
9. The Man That Got Away – 4:15
10. The Lady is a Tramp – 3:35
11. For the Last Time – 3:51
12. I'll Be Seeing You – 4:06